# Воронков, Николай Львович
Николай Львович Воронков (14 ноября 1934, Москва — 25 февраля 2025, Москва) — советский и российский художник, художник-график и педагог. Академик Российской академии художеств (2001. Отделение графики). Народный художник Российской Федерации (1999).

## Биография
Родился 14 ноября 1934 года в Москве. В 1954 году, после окончания средней художественной школы, учился Московском государственном художественном институте имени В. И. Сурикова, а затем до 1964 года стажировался в мастерских Академии художеств СССР. Учился у Е. А. Кибрика, Д. А. Шмаринова.
В 1967 году Воронков Николай Львович вступил в Московский союз художников. В 1982 году было присвоено звание Заслуженного художника РСФСР, а в апреле 1999 года — Народный художник Российской Федерации.
В 1993—1997 годах — руководитель творческой мастерской графики в Красноярске. Секретарь правления СХ СССР (1989—1991).
Работы художника находятся в Государственной Третьяковской галерее, Государственном Русском музее, Музее изобразительных искусств имени А. С. Пушкина, Волгодонском художественном музее, в других галереях и музеях России, в частных коллекциях Австрии, Германии, США.
Воронков Николай Львович принимал участие в конференциях, пленумах и съездах Союза Художников РФ. Председатель комиссии по приёму в СХР в секции Графика. Куратор дома творчества «Челюскинская».
Жил и работал в Москве.
Скончался 25 февраля 2025 года на 91-м году жизни.

## Педагогическая деятельность
Учёное звание доцента по кафедре графики МГХИ имени В. И. Сурикова присвоено в 1985 году. Учёное звание профессора по кафедре графики МГХИ имени В. И. Сурикова присвоено в 1993 году. Преподавал около 50 лет. В должности профессора кафедры «Иллюстрация и эстамп» МГУП имени Ивана Фёдорова с 2005 года руководил творческой мастерской «Цветная автолитография и книжная иллюстрация» лабораторного центра ФГИ/ХОПП, читал лекции и вёл практические занятия по
дисциплинам «Эстамп» и «Классические и современные техники гравюры».

## Награды и премии
- Народный художник Российской Федерации (18 апреля 1999 года).
- Заслуженный художник РСФСР (18 марта 1982 года).
- Первая премия Всемирной выставки «Охота».
- Серебряная медаль Академии художеств СССР за иллюстрации к произведениям С. Есенина (1989).